# Golfo de Cazones
Golfo de Cazones är en bukt i Kuba.   Den ligger i provinsen Matanzas, i den västra delen av landet, 170 km sydost om huvudstaden Havanna.